# (7890) Yasuofukui
(7890) Yasuofukui est un astéroïde de la ceinture principale.

## Description
(7890) Yasuofukui est un astéroïde de la ceinture principale. Il fut découvert le 2 octobre 1994 à Kitami par Kin Endate et Kazuro Watanabe. Il présente une orbite caractérisée par un demi-grand axe de 2,17 UA, une excentricité de 0,19 et une inclinaison de 1,0° par rapport à l'écliptique.

## Compléments